# 埃米·詹姆斯
埃米·詹姆斯（英語：Amy James，1993年7月29日—），澳大利亚女子赛艇运动员。她曾代表澳大利亚参加美国萨拉索塔举行的2017年世界赛艇锦标赛，获得女子轻量级四人双桨银牌。